# Dahinter steckt immer ein kluger Kopf

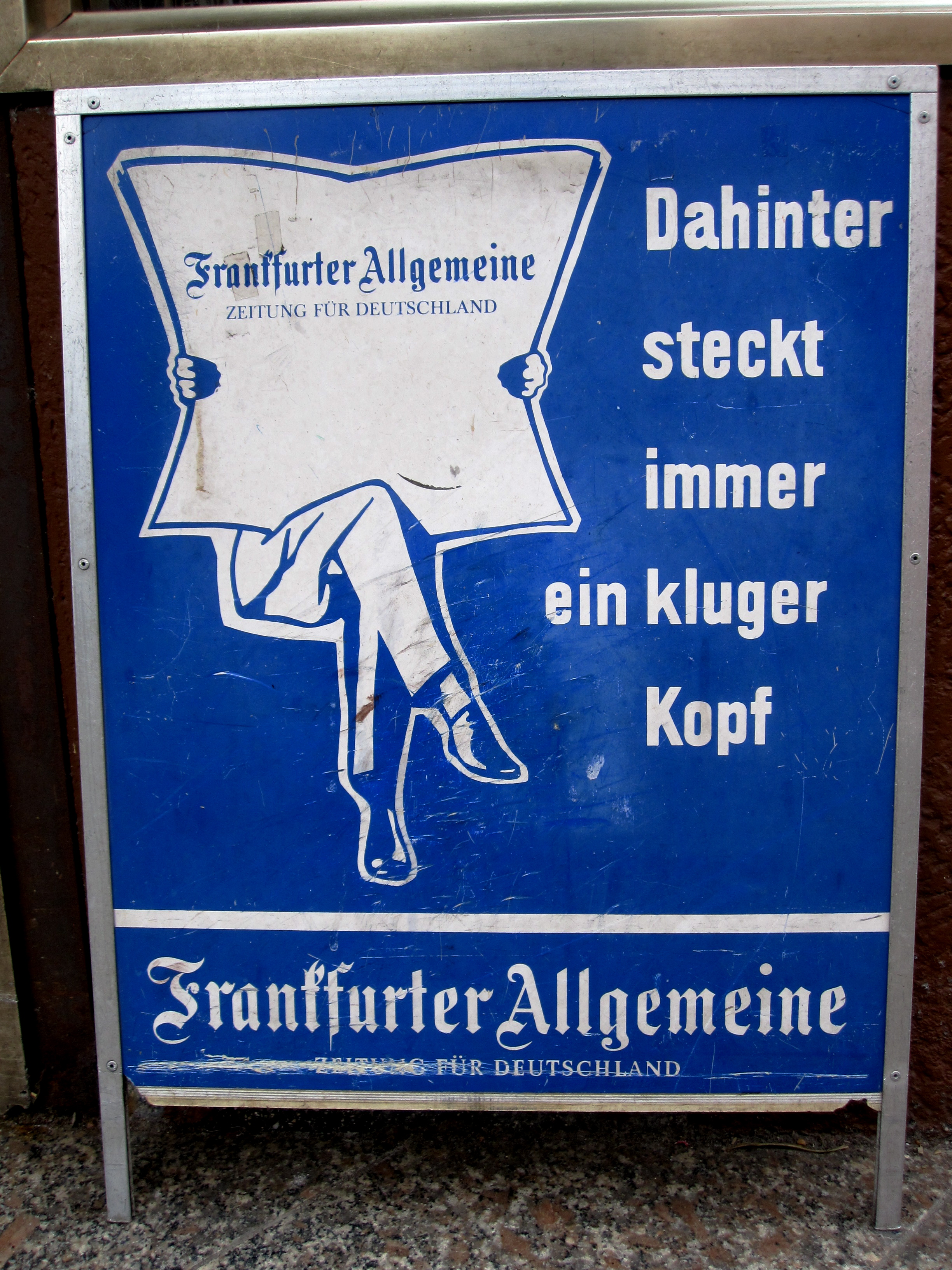
Werbeaufsteller

Dahinter steckt immer ein kluger Kopf ist seit 1960 der prägende Werbespruch der Frankfurter Allgemeinen Zeitung (FAZ). Der bis heute benutzte und bekannteste Werbespruch der FAZ wurde von Viktor Muckel erfunden.

## Ursprung
Ursprünglich zeigte die Werbung eine sitzende männliche Person auf einem imaginären Stuhl, das rechte Bein über das linke geschlagen. Oberkörper und Gesicht sind von der völlig ausgebreiteten Zeitung vollkommen verdeckt und nur die Finger der zeitungshaltenden Hände können erkannt werden. Später wurde auch eine weibliche Fassung der Werbung, mit einem knielangen Rock und Frauenschuhen, gezeichnet.
Der Slogan »Dahinter steckt immer ein kluger Kopf« und die beiden Zeichnungen sind als Wort-/Bildmarken beim Deutschen Patent- und Markenamt registriert. Registernummer für Slogan: 30677270; Registernummer für männliche Bildmarke: 755675 sowie 39702748 für die weibliche Fassung. Beide sind in der Nizzaklasse 16 eingestuft.

## Wiederbelebung des Motivs
Sebastian Turner ist mitverantwortlich für die Wiederbelebung des FAZ-Satzes »Dahinter steckt immer ein kluger Kopf« 1995, seitdem betreut die Werbeagentur Scholz & Friends den Slogan. Von 1995 bis 2001 fotografierte Alfred Seiland maßgeblich für die Kampagne.
Die (neuen) doppelseitigen Motive erwecken den 1964 entstandenen Reklamespruch »Dahinter steckt immer ein kluger Kopf« inklusive des dazugehörigen Signets (Leser hinter der Zeitung) buchstäblich zum Leben: Herausragende Persönlichkeiten, eben kluge Köpfe, aus allen Bereichen des gesellschaftlichen Lebens posieren – sitzend mit übereinander geschlagenen Beinen – hinter der Zeitung. Das Umfeld erlaubt Rückschlüsse auf die verdeckte Person, deren Name am Rande kleingedruckt veröffentlicht ist. Insgesamt ließen sich bisher 100 Personen und Personengruppen (Berliner Philharmoniker, Deutsche National Handballmannschaft) aus allen gesellschaftlichen Bereichen für die Frankfurter Allgemeine Zeitung ablichten.
Die Anzeigen erscheinen zum einen als Eigenwerbung in der FAZ und in der Frankfurter Allgemeinen Sonntagszeitung (FAS), aber auch in anderen Zeitungen und Magazinen, wie beispielsweise im Spiegel.

## Auszeichnungen
Die FAZ-Kampagne erhielt zahlreiche Auszeichnungen, unter anderem mehrfach Gold beim ADC Deutschland und ADC New York (ADC-Festival 2014 zweimal Gold, einmal Silber und einmal Bronze). Außerdem wurde sie mit mehreren Cannes-Löwen und -Statuen bei den London International Advertising Awards, bei den New York Advertising Festivals und Clio Awards sowie dem Preis der Werbe- und Kommunikationsbranche für effiziente Markenkommunikation: Effie ausgezeichnet.
Eine Jury des Spiegels wählte die FAZ-Werbung zur „Kampagne des Jahrhunderts“.
Für das Motiv mit Literaturkritiker Marcel Reich-Ranicki gab es die Auszeichnung „Anzeigenmotiv des Jahres“ der Lead Awards 2009.

## Statistik
Seit 1995 greift die FAZ-Kampagne gesellschaftliche Themen und Ereignisse auf und gilt mit aktuell (Stand: Januar 2024) über 100 Persönlichkeiten hinter der aufgeschlagenen Zeitung spätestens seit 2011 als Klassiker. Von diesen hielten 86 Männer (86 %) und erst 14 Frauen (14 %) die Zeitung vor den Kopf. Bei drei Anzeigen hielten zwei Personen (Bodo H. Hauser und Ulrich Kienzle) bzw. das ganze Orchester inklusive Dirigent der Berliner Philharmoniker, bzw. die deutsche Handballnationalmannschaft die FAZ vor das Gesicht. (Stand: 11. September 2023)
Die „Top drei“ (Stand: 11. September 2023) der Berufsgruppen führt mit 18 Personen die Gruppe der Unternehmer, Manager, Vorstandsvorsitzende und CEOs an. Gefolgt von den Sportlern 11 und Politikern 10, zählt man bei den Politikern die beiden Bundeskanzler Helmut Schmidt und Helmut Kohl hinzu. Die beiden gehören zu den drei Ausnahmen, die ohne eine „Berufsbezeichnung“ in der Werbung erwähnt werden.

## Kluge Köpfe
Legende:
- Nummer: laufende Nummer
- Datum: der ersten Veröffentlichung
- Person: Name der Person
- Beruf: Bezeichnung wie es in der Werbung angegeben ist
- Geschlecht: m = männlich, w = weiblich
- Motiv: Beschreibung des Anzeigenmotivs
- Fotograf: Name des Fotografen

| Nummer | Datum                 | Person                              | Beruf/Position                                        | Geschlecht | Motiv | Fotograf                                                                 |
| ------ | --------------------- | ----------------------------------- | ----------------------------------------------------- | ---------- | --- | ------------------------------------------------------------------------ |
| 1.     | November 1995         | Friedrich Nowottny                  | Journalist                                            | m          | Vor einer Videowand auf der verschiedene Nachrichtensendungen laufen |                                                                          |
| 2.     | Dezember 1995         | Jean-Christophe Ammann              | Museumsdirektor                                       | m          | (Vermutlich ein größeres Ausstellungsobjekt) |                                                                          |
| 3.     | Januar 1996           | Werner Tübke                        | Maler                                                 | m          | Vor dem Bauernkriegspanorama auf dem Gerüst sitzend |                                                                          |
| 4.     | Februar 1996          | Karl Otto Pöhl                      | Bankier                                               | m          | Vor der Frankfurt Skyline (erkennbar sind: Trianon, Messeturm, Deutsche-Bank-Hochhaus) |                                                                          |
| 5.     | März 1996             | Konrad Schily                       | Universitätspräsident                                 | m          | (Mensa des Unineubaus?) |                                                                          |
| 6.     | April 1996            | Kurt Masur                          | Dirigent                                              | m          | In einem der obersten Stockwerke des Chrysler Building | Alfred Seiland                                                           |
| 7.     | Mai 1996              | Uli Hoeneß                          | Manager                                               | m          | Steht irgendwo im Olympiapark / Olympiastadion München (erkennbar an der Dachkonstruktion) |                                                                          |
| 8.     | Juli 1996             | Heike Henkel                        | Sportlerin                                            | w          | Dünenlandschaft auf Sylt, im Strandkorb | Alfred Seiland                                                           |
| 9.     | August 1996           | Helmut Jahn                         | Architekt                                             | m          | Zimmer, durch die Fenster sind Baukräne erkennbar | Alfred Seiland                                                           |
| 10.    | September 1996        | Heinz Berggruen                     | …                                                     | m          | Sammlungsdepot |                                                                          |
| 11.    | Oktober 1996          | Patricia Kaas                       | Sängerin                                              | w          | Bühne, auf einer Bank sitzend mit Laternenlampe |                                                                          |
| 12.    | November 1996         | Ignatz Bubis                        | Vorsitzender des Zentralrats der Juden in Deutschland | m          | Sitzt auf einem Ast einer Eiche |                                                                          |
| 13.    | Januar 1997           | Billy Wilder                        | Regisseur                                             | m          | Hollywood Sign | Alfred Seiland                                                           |
| 14.    | Februar 1997          | Yehudi Menuhin                      | Musiker                                               | m          | Auf dem Dach der Royal Albert Hall |                                                                          |
| 15.    | März 1997             | Jürgen Weber                        | Vorstandsvorsitzender                                 | m          | Sitzt auf einem Flugzeugflügel in einem Hangar |                                                                          |
| 16.    | April 1997            | Jörg Immendorff                     | …                                                     | m          | Atelier | Alfred Seiland                                                           |
| 17.    | Juni 1997             | Niki Lauda                          | Pilot                                                 | m          | Sitzt auf dem Zaun einer Koppel, im Vordergrund zwei rennende Pferde |                                                                          |
| 18.    | Juli 1997             | Bodo H. Hauser und Ulrich Kienzle   | Journalisten                                          | m+m        | Auf zwei verschiedenen Burgtürmen |                                                                          |
| 19.    | August 1997           | Ulf Merbold                         | ESA-Astronaut                                         | m          | Auf einem Steg am Indian River in Titusville (Florida) sitzend. Im Hintergrund ein Raketenstart | Alfred Seiland                                                           |
| 20.    | September 1997        | Klaus Töpfer                        | Politiker                                             | m          | Auf dem Streitwagen der Quadriga auf dem Brandenburger Tor |                                                                          |
| 21.    | Oktober 1997          | Vicco von Bülow                     | Loriot                                                | m          | Schlossschlafzimmer im Bett schlafend, davor ein Mops | Alfred Seiland                                                           |
| 22.    | November 1997         | Rudolf Miele                        | Unternehmer                                           | m          | Auf einer Bank inmitten von aufgehängter weißer Wäsche |                                                                          |
| 23.    | Januar 1998           | Nadja Auermann                      | Model                                                 | w          | Im Giraffenhaus des Berliner Zoos. Betonung der langen Beine | Alfred Seiland                                                           |
| 24.    | Februar 1998          | Dieter Hildebrandt                  | Kabarettist                                           | m          | Auf einer römischen Latrine sitzend | Alfred Seiland                                                           |
| 25.    | März 1998             | Ricardo Díez-Hochleitner            | Präsident des Club of Rome                            | m          | Landschaft |                                                                          |
| 26.    | April 1998            | Joschka Fischer                     | Politiker                                             | m          | Gewächshaus |                                                                          |
| 27.    | Mai 1998              | Jupp Heynckes                       | Fußballtrainer                                        | m          | Stierarena |                                                                          |
| 28.    | Juni 1998             | Wolfgang Petersen                   | Regisseur                                             | m          | In einem Ruderboot auf einem See mit Kulisse. Erinnert an den späteren Film: Der Sturm |                                                                          |
| 29.    | Juli 1998             | Hanna Schygulla                     | Schauspielerin                                        | w          | (Wassertunnel / Kanal?) |                                                                          |
| 30.    | September 1998        | Albert Mangelsdorff                 | Posaunist                                             | m          | Wüstenruinenstadt |                                                                          |
| 31.    | Oktober 1998          | Hans Magnus Enzensberger            | Schriftsteller                                        | m          | Bibliothek | Alfred Seiland                                                           |
| 32.    | November 1998         | Rudolf Augstein                     | Journalist                                            | m          | Spiegelbild im Spiegelsaal von Versailles | Alfred Seiland                                                           |
| 33.    | Januar 1999           | Hilmar Kopper                       | Banker                                                | m          | Sitzt auf einem Container der mit Erdnüssen (Peanuts) gefüllt ist. | Alfred Seiland                                                           |
| 34.    | Februar 1999          | August Everding                     | Staatsintendant                                       | m          | Bavaria-Statue in München |                                                                          |
| 35.    | März 1999             | Harald Schmidt                      | Unterhaltungskünstler                                 | m          | Auf der Bühne in der Bütt sitzend, für das Publikum nicht sichtbar |                                                                          |
| 36.    | April 1999            | Roland Berger                       | Unternehmensberater                                   | m          | Industrieschornstein |                                                                          |
| 37.    | Mai 1999              | Helmut Kohl                         | – (ohne Angabe)                                       | m          | Vorderdeck des Containerfrachters European Freeway |                                                                          |
| 38.    | Juni 1999             | Armin Mueller-Stahl                 | Schauspieler                                          | m          | Filmset |                                                                          |
| 39.    | August 1999           | Erich Sixt                          | CEO of Sixt Rent a Car                                | m          | Im Kassenhäuschen eines Kinderkarusells sitzend |                                                                          |
| 40.    | September 1999        | Siegfried Unseld                    | Verleger                                              | m          | Im Lager eines Leuchtbuchstabenherstellers in Offenbach | Alfred Seiland                                                           |
| 41.    | November 1999         | Günter Schabowski                   | Rentner                                               | m          | Zwischen den Säulen des Brandenburger Tor stehend |                                                                          |
| 42.    | Dezember 1999         | Wolfgang Schäuble                   | Oppositionsführer                                     | m          | Auf der Rampe in der Reichstagskuppel |                                                                          |
| 43.    | Februar 2000          | Volker Schlöndorff                  | Regisseur                                             | m          | Im Kinosaal sitzend auf der Leinwand läuft die Blechtrommel. Eines der wenigen Bilder die die Person von hinten zeigt |                                                                          |
| 44.    | März 2000             | Thomas Middelhoff                   | CEO of Bertelsmann AG                                 | m          | Times Square |                                                                          |
| 45.    | April 2000            | Karl Lehmann                        | Bischof                                               | m          | Schafherde |                                                                          |
| 46.    | Mai 2000              | Otfried Preußler                    | Geschichtenerzähler                                   | m          | Bühnenbild der Augsburger Puppenkiste |                                                                          |
| 47.    | Juni 2000             | Günter Netzer                       | Fußballkommentator                                    | m          | Friseursalon |                                                                          |
| 48.    | September 2000        | Gerhard Polt                        | Satiriker                                             | m          | Stand mit vielen leeren Liegestühlen und Sonnenschirmen | Alfred Seiland                                                           |
| 49.    | Oktober 2000          | Elisabeth Noelle-Neumann            | Meinungsforscherin                                    | w          | Griechische Ruine deren Säulen an ein Säulendiagramm erinnern |                                                                          |
| 50.    | November 2000         | Helmut Newton                       | Fotograf                                              | m          | Vor seinen riesigen Aktfotografien. Nur Titelseite der FAZ, da mit der anderen Hand den Fotoapparat bedient |                                                                          |
| 51.    | Dezember 2000         | Alice Schwarzer                     | Publizistin                                           | w          | Im Museum mit Urzeitmenschen |                                                                          |
| 52.    | Februar 2001          | Reinhold Messner                    | mountain climber                                      | m          | In der Felswand |                                                                          |
| 53.    | März 2001             | Randolf Rodenstock                  | Brillenhersteller                                     | m          | Unscharfes Bild |                                                                          |
| 54.    | April 2001            | Wim Wenders                         | Regisseur                                             | m          | Auf dem Eiffelturm in Paris (Texas) sitzend | Alfred Seiland                                                           |
| 55.    | Mai 2001              | Gerhard Richter                     | Maler                                                 | m          | Mit Farbe beschmierte Titelseite und die Finger der linken Hand | Alfred Seiland                                                           |
| 56.    | September 2001        | Ferdinand Piëch                     | Vorstandsvorsitzender                                 | m          | Käfersammlung | Alfred Seiland                                                           |
| 57.    | September 2004        | Michael Schumacher                  | Rennfahrer                                            | m          | Boxenstopp |                                                                          |
| 58.    | November 2004         | Till Brönner                        | Trompeter                                             | m          | Auf einem Elefanten sitzend |                                                                          |
| 59.    | Dezember 2004         | Berliner Philharmoniker             |                                                       | w+m        | Komplettes Ensemble der Berliner Philharmoniker inklusive Dirigent |                                                                          |
| 60.    | Februar 2005          | Wendelin Wiedeking                  | Vorstandsvorsitzender                                 | m          | Auf einem Bürostuhl im Windkanal sitzend |                                                                          |
| 61.    | März 2005             | Maybrit Illner                      | Journalistin                                          | w          | In der Kugel des Berliner Fernsehturms |                                                                          |
| 62.    | Mai 2005              | Georg Baselitz                      | Maler                                                 | m          | Kopfstehendes Bild im Atelier |                                                                          |
| 63.    | September 2005        | Vitali Klitschko                    | Box-Weltmeister                                       | m          | Große Sphinx von Gizeh |                                                                          |
| 64.    | Januar 2006           | Harald Wohlfahrt                    | Koch                                                  | m          | Auf dem Rand eines Kühlturms sitzend |                                                                          |
| 65.    | April 2006            | Jochen Zeitz                        | Puma-Vorstandsvorsitzender                            | m          | Im Baum einer Steppe sitzend |                                                                          |
| 66.    | Oktober 2007          | Andreas Gursky                      | Fotograf                                              | m          | Terminal des Frankfurter Flughafens |                                                                          |
| 67.    | Oktober 2007          | Ben van Berkel                      | Architekt                                             | m          | Wohnwagen mit Niederländischen Kennzeichen |                                                                          |
| 68.    | Oktober 2007          | Florian Henckel von Donnersmarck    | Regisseur                                             | m          | FAZ mit Loch im Titelblatt (Anspielung auf: Das Leben der Anderen) |                                                                          |
| 69.    | ~6. Oktober 2007      | Ursula von der Leyen                | Ministerin                                            | w          | Die damalige Familienministerin sitzt inmitten von Kaninchen. |                                                                          |
| 70.    | ~ 6. November 2008    | Marcel Reich-Ranicki                | Kritiker                                              | m          | Literaturkritiker sitzt auf einem Berg kaputter Fernseher. Entstand wenige Wochen nachdem Marcel Reich-Ranicki den Deutschen Fernsehpreis abgelehnt hatte. (Anzeige erhielt die Auszeichnung: „Anzeigenmotiv des Jahres“ der Lead Awards 2009)                 | Hans Starck                                                              |
| 71.    | 29. November 2008     | Mohammed el-Baradei                 | UN-Chefkontrolleur und Friedensnobelpreisträger       | m          | Röntgenbild | Nick Veasey                                                              |
| 72.    | vor 19. Dezember 2008 | Samy Molcho                         | Pantomime                                             | m          | Pantomimische Darstellung ganz ohne die Zeitung. Eines der wenigen Fotos, bei denen man das Gesicht sieht. |                                                                          |
| 73.    | vor 3. Dezember 2009  | Hans Joachim Schellnhuber           | Klimaforscher                                         | m          | Der Direktor des Potsdam-Institut für Klimafolgenforschung wurde mit einer Wärmebildkamera in Szene gesetzt |                                                                          |
| 74.    | 14. Januar 2010       | Marianne Birthler                   | Bundesbeauftragte für die Stasi-Unterlagen            | w          | Geschredderte Zeitung | Hans Starck                                                              |
| 75.    | 7. März 2010          | Michael Haneke                      | Regisseur                                             | m          | Das weiße Band – Eine deutsche Kindergeschichte. | Michael Johne benutzte für die Sepiaaufnahme eine alte Großformatkamera. |
| 76.    | 31. Juli 2010         | Joachim Gauck                       | Bürger                                                | m          | Öffentlicher Grillplatz vor dem Schloss Bellevue |                                                                          |
| 77.    | 16. Oktober 2010      | Jochen Schümann                     |                                                       | m          | Sehr windige Angelegenheit am Strand eine Zeitung zu lesen | Hans Starck                                                              |
| 78.    | ~25. August 2011      | Maria Furtwängler                   | Tatort-Kommissarin                                    | w          | Tatort Tageszeitung Streifschuss |                                                                          |
| 79.    | ~28. September 2011   | Ali Mitgutsch                       | – (ohne Angabe, Kinderbuchillustrator)                | m          | Malt sich als „Kluger Kopf“ in eines seiner bekanntesten Wimmel-Bilder | Zeichnung von Ali Mitgutsch                                              |
| 80.    | 19. November 2011     | Dieter Zetsche                      | Vorstandsvorsitzender                                 | m          | Unter einem Sternenhimmel mit dem Sternbild Großer Wagen |                                                                          |
| 81.    | 27. Januar 2012       | Helmut Schmidt                      | – (ohne Angabe)                                       | m          | Blauer Dunst |                                                                          |
| 82.    | ~18. April 2012       | Jürgen Klopp                        | Trainer                                               | m          | Auf der Südtribüne des Westfalenstadions inmitten der Borussia-Dortmund-Fans |                                                                          |
| 83.    | 13. April 2013        | Lisa Simpson                        | Tochter                                               | w          | Die Familie sitzt auf der Couch und schaut fern, nur Lisa liest | Zeichnung: Matt Groening                                                 |
| 84.    | ~25. Oktober 2013     | Jens Weidmann                       | Bundesbankpräsident                                   | m          | Im Überwachungsraum des Casino Baden-Baden |                                                                          |
| 85.    | ~15. Mai 2014         | Günther Jauch                       | Journalist                                            | m          | Wer wird Millionär? Frage: »Frankfurter Allgemeine Zeitung. Dahinter steckt immer ein …?« a) armer Tropf; b) cooler Zopf; c) kluger Kopf; d) loser Knopf |                                                                          |
| 86.    | ~2. Oktober 2014      | Hans-Dietrich Genscher              | Diplomat                                              | m          | Balkon der Prager Botschaft |                                                                          |
| 87.    | 14. Februar 2015      | Daniel Libeskind                    | Architekt                                             | m          | Sitzt auf einem Stahlträger des One World Trade Centers und erinnert an das Bild Mittagspause auf einem Wolkenkratzer | Hans Starck                                                              |
| 88.    | 7. August 2015        | Lang Lang                           | Pianist                                               | m          | Am Klavier mit der Zeitung als Partitur |                                                                          |
| 89.    |                       | Deutsche Handballnationalmannschaft | Handballeuropameister                                 | m          | Im Tor | Kai-Uwe Gundlach                                                         |
| 90.    | 25. Mai 2016          | Jean-Claude Juncker                 | Politiker                                             | m          | In der Panorama Tavern in Athen |                                                                          |
| 91.    |                       | Till Reuter                         | Vorstandsvorsitzender KUKA AG                         | m          | Industrieroboter halten Zeitung |                                                                          |
| 92.    |                       | Thomas Jensen                       | Gründer Wacken Open Air                               | m          | Auf Veranstaltungsbühne sitzend mit dem Rücken dem Publikum zugewandt. |                                                                          |
| 93.    |                       | Martin Erdmann                      | Deutscher Botschafter in der Türkei                   | m          | In einem Teehaus in Ankara. |                                                                          |
| 94.    |                       | Wolf Singer                         | Hirnforscher                                          | m          | Mit EEG-Messhaube. |                                                                          |
| 95.    |                       | Frank Appel                         | Vorstandsvorsitzender                                 | m          | Auf dem Paketband eines Verteilzentrums sitzend. |                                                                          |
| 96.    | August 2021           | Malaika Mihambo                     | Weitsprung-Olympiasiegerin                            | w          | Am Strand im Sand sitzend. In der Nähe keine Fußspuren erst in weiter Entfernung sind die letzten Fußspuren sichtbar. |                                                                          |
| 97.    | 28. Januar 2022       | Christian Klein                     | SAP-Chef                                              | m          | Überzogen von winzig kleinen Buchstaben, Zahlen und Zeichen. Es ist ein Teil eines Softwarecodes, verfasst in ABAP. |                                                                          |
| 98.    | 9. Dezember 2022      | Irina Scherbakowa                   | Mitgründerin der Menschenrechtsorganisation Memorial  | w          | Unter dem verknoteten Lauf der „Non Violence“-Skulptur des schwedischen Bildhauers Carl Fredrik Reuterswärd. Sowie zusätzlich der Hinweis: Die F.A.Z. gratuliert Memorial sowie dem Center for Civil Liberties und Ales Bjaljazki zum Friedensnobelpreis 2022. |                                                                          |
| 99.    | 11. September 2023    | Christoph Grainger-Herr             | CEO IWC Schaffhausen                                  | m          | Sitzt auf der neun Meter hohen Sonnenuhr der Halde Hoheward |                                                                          |
| 100.   | 27. Januar 2024       | Margot Friedländer                  | Überlebende des Holocausts, Zeitzeugin, Autorin       | w          | Inmitten des Denkmals für die ermordeten Juden Europas in Berlin | Wim Wenders                                                              |

## Gesprächssendung3 kluge Köpfe
In Anlehnung an den Slogan führt die FAZ auf rheinmaintv eine Gesprächssendung mit dem Namen 3 kluge Köpfe. In jeder Sendung begrüßen FAZ-Herausgeber Werner D’Inka und Ressortleiter Peter Lückemeier einen Gast.

## Werke
Einige Motive wurden zwischen 1997 und 2001 in drei Bildbänden verewigt.
- Kluge Köpfe. Frankfurter Allgemeine Buch, Frankfurt am Main 1997–2001
  - Band 1: Jean-Christophe Ammann, Jürgen Jeske: Hinter der F.A.Z.-Kampagne. 1997, ISBN 3-7814-0411-0
  - Band 2: Hilmar Kopper (Mitarbeiter), Frank Schirrmacher (Mitarbeiter): Neues von der F.A.Z.-Kampagne. 1999, ISBN 3-7814-0427-7
  - Band 3: Jan Klage (Autor), Günther Nonnenmacher (Autor): Das Neueste von der F.A.Z.-Kampagne. 2001, ISBN 3-89843-898-8